# Cacoxenus polyodous
Cacoxenus polyodous är en tvåvingeart som beskrevs av Tsacas och Chassagnard 1999. Cacoxenus polyodous ingår i släktet Cacoxenus och familjen daggflugor. Inga underarter finns listade i Catalogue of Life.